# 莫拉古迪
莫拉古迪（Moragudi），是印度安得拉邦Cuddapah县的一个城镇。总人口5961（2001年）。

## 人口
该地2001年总人口5961人，其中男性2967人，女性2994人；0—6岁人口703人，其中男370人，女333人；识字率54.89%，其中男性为68.25%，女性为41.65%。